# Adorned Brood
Adorned Brood es una banda de Viking Metal de Neuss, Alemania fundada en 1993. Los temas de sus canciones giran en torno a temas mitológicos, poemas húngaros y la oscuridad, grabaron dos demos este mismo año: "Phobos-Deimos" y "Wapen". En 1996, grabó su primer álbum de estudio, Hiltia, bajo el sello Folter Records. Los comentarios sobre este álbum fueron muy buenos y dos años más tarde, grabaron el álbum Wigand (1998). Ambos álbumes fueron limitados a una cantidad de 1000 unidades, por lo que en la actualidad son de colección y solo son ofrecidos en las subastas en internet.
En el 2000, con su tercer álbum, Asgard, obtuvieron éxito y reconocimiento, para el 2002 publicaron su cuarto álbum, Erdenkraft, en el cual contaron con la colaboración del vocalista de la banda folk metal Subway to Sally, Eric Fish. Estos dos álbumes fueron aclamados por la crítica y los integrantes de la banda fueron entrevistados por la mayor parte de revistas metal importantes en su país. Aparecieron en festivales como Partysan, Wave Gothic Treffen, Feuertanz Festival y Summer Breeze Open Air.

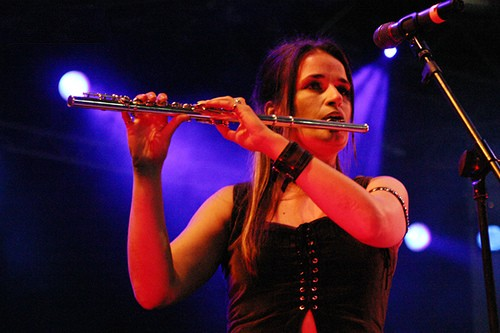
Ingeborg Anna Baumgärtel, Metal Inferno Festival, April 2007

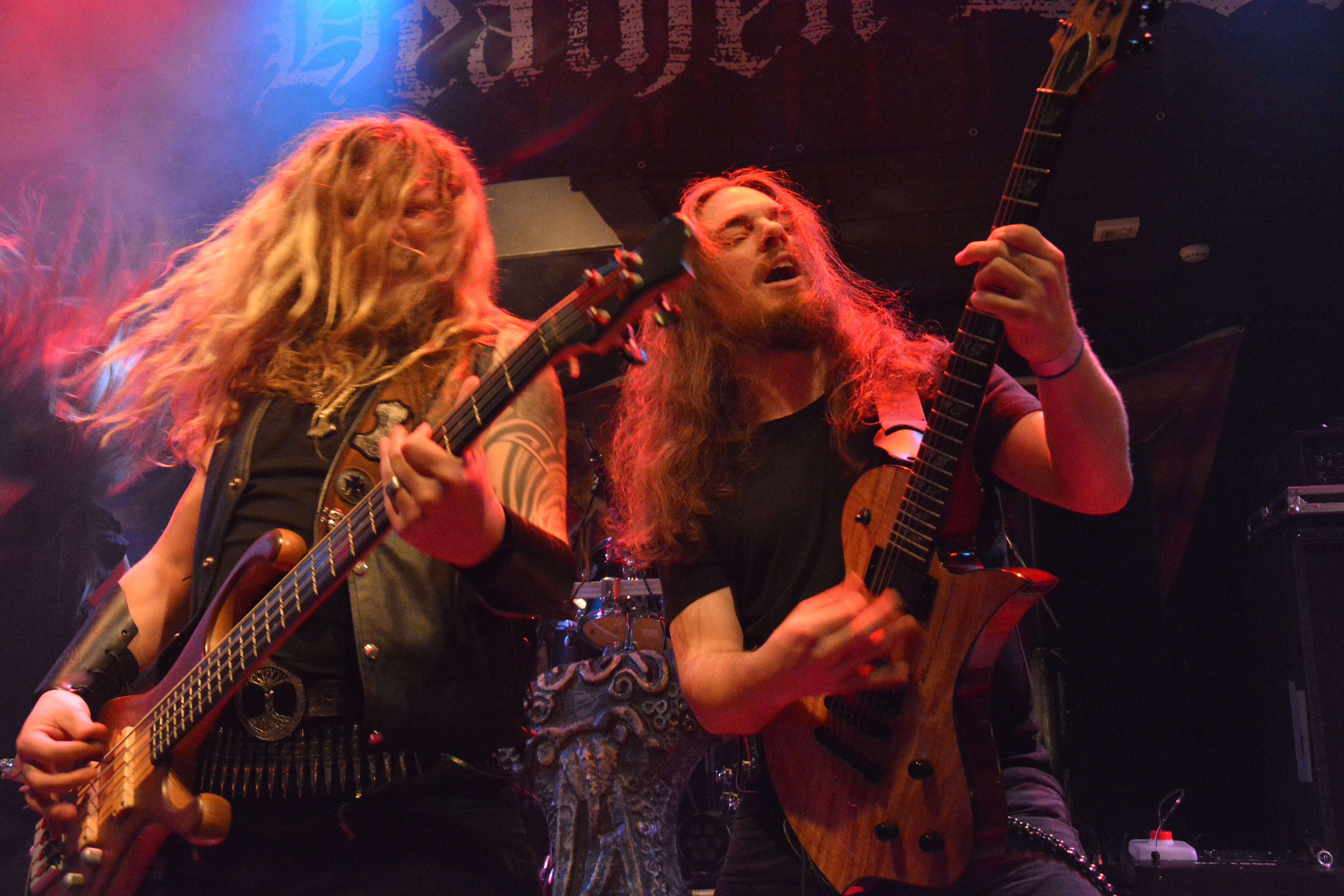
Adorned Brood at Heathen Rock 2014

Reaparecieron en el 2005 después de firmar un contrato con la compañía discográfica Black Bards Entertainment. Ahora cuentan con un nuevo guitarrista y compositor, sin embargo el sonido sigue marcado por las flautas, la antífona de Inge y Marcus.
El álbum Heldentat fue lanzado a finales de septiembre de 2006 y recibió buenas muy buenas críticas en la prensa. En febrero de 2007 completaron una exitosa gira en Alemania y Francia;y participaron en el Wave Gothic Treffen en Leipzig, el mayor festival de folk y black metal. En septiembre de 2008 se relanzaron los primeros discos "Hiltia" y "Wigand" , vendiéndose como un doble CD, en formato digital remasterizada con tres videos en vivo, un video de una entrevista exclusiva y una nueva canción.
El último álbum de la banda se titula Noor, lanzado el 21 de noviembre de 2008 por Black Bards Entertainment.

## Miembros actuales
- Markus 'Teutobot' Frost - vocalista y bajista (1993-)
- Ingeborg Anna - voces y flauta (1996-)
- Tim Baumgärtel - batería y piano (1998-)
- Thorsten Derks - guitarra (2007-)
- Jan Jansohn - guitarra (2009-)
- Niklas Enns - teclado (2009-)

Exmiembros
- Klaus Röhrig - vocalista (1993-1995)
- Nermin "Oberon" Hadžiović - guitarra (1993-1997)
- Ariovist - batería (1993-1998)
- Mirko "Pagan" Klier - guitarra (1993-2001, 2007-2009)
- Andreas - guitarra (1997-2004)
- Benjamin - guitarra (2001-2007)
- Thorsten Riekel - guitarra (2004-2007)

## Discografía

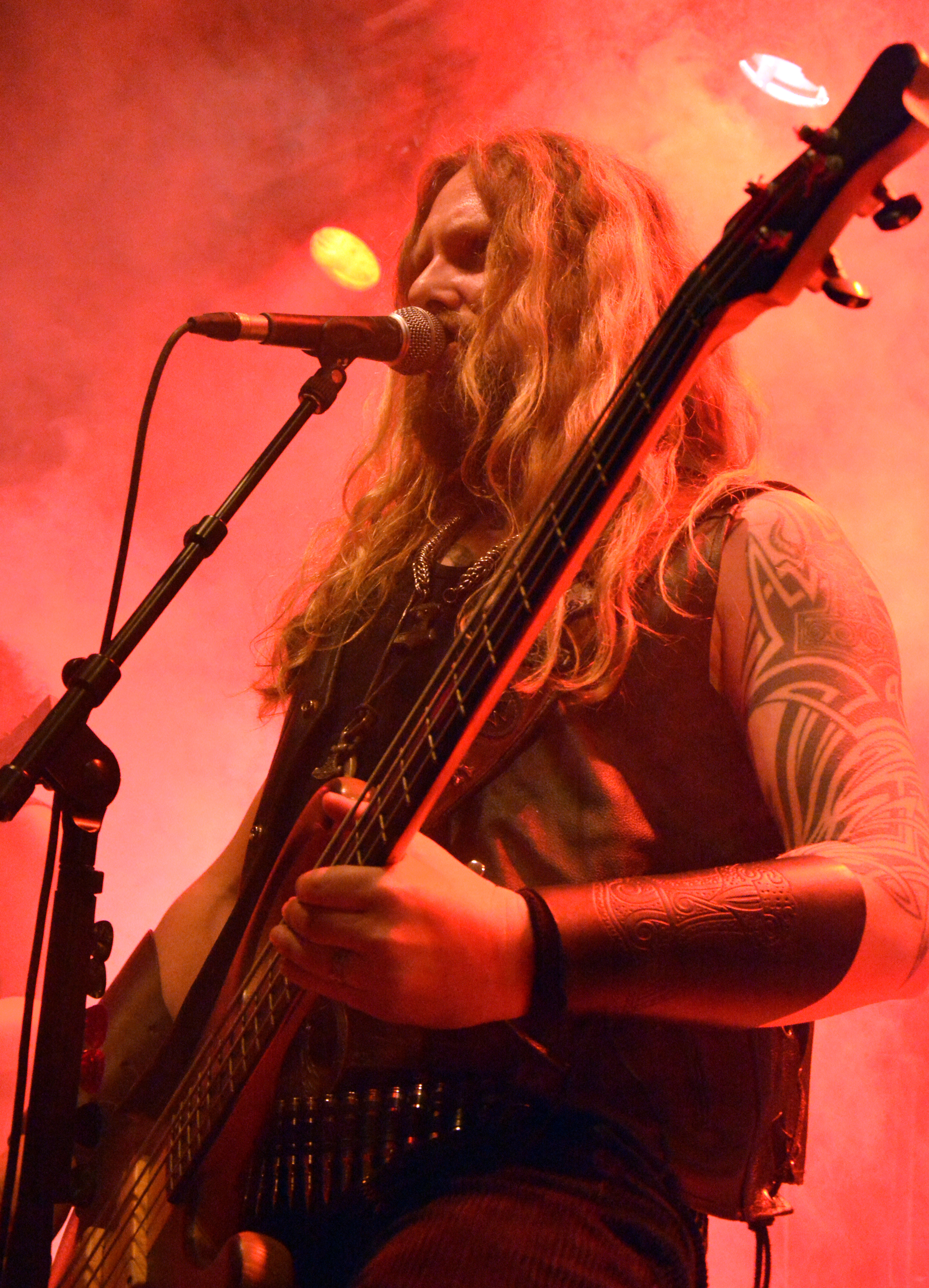
Markus Frost

Álbumes de estudio
- 1996: Hiltia
- 1998. Wigand
- 2000: Asgard
- 2002: Erdenkraft
- 2006. Heldentat
- 2008: Noor
- 2010: Hammerfeste
- 2012: Kuningaz

Demos
- 1994: Phobos
- 1995: Wapen
- 1996 Rehearsal '96